# Bundestagswahlkreis Saalfeld-Rudolstadt – Saale-Holzland-Kreis – Saale-Orla-Kreis
Der Bundestagswahlkreis Saalfeld-Rudolstadt – Saale-Holzland-Kreis – Saale-Orla-Kreis  (Wahlkreis 194; bis zur Bundestagswahl 2021 Wahlkreis 195) ist ein Wahlkreis in Thüringen. Er umfasst den Landkreis Saalfeld-Rudolstadt, den Saale-Holzland-Kreis und den Saale-Orla-Kreis. Sein Vorgängerwahlkreis war der Wahlkreis Sonneberg – Saalfeld-Rudolstadt – Saale-Orla-Kreis.
Zur Bundestagswahl 2017 schied der  Landkreis Sonneberg aus dem Wahlkreis aus, während der Saale-Holzland-Kreis neu zum Wahlkreis hinzu kam. Die Änderung der Wahlkreiseinteilung wurde dadurch erforderlich, dass Thüringen zur Bundestagswahl 2017 einen Wahlkreis verlor.

## Wahlkreisgeschichte
| Wahl      | Wahlkreisname                                                     | Gebiet                                                                |
| --------- | ----------------------------------------------------------------- | --------------------------------------------------------------------- |
| 2002      | 198 Sonneberg – Saalfeld-Rudolstadt – Saale-Orla-Kreis            | Landkreis Sonneberg, Landkreis Saalfeld-Rudolstadt, Saale-Orla-Kreis  |
| 2005      | 197 Sonneberg – Saalfeld-Rudolstadt – Saale-Orla-Kreis            | Landkreis Sonneberg, Landkreis Saalfeld-Rudolstadt, Saale-Orla-Kreis  |
| 2009–2013 | 196 Sonneberg – Saalfeld-Rudolstadt – Saale-Orla-Kreis            | Landkreis Sonneberg, Landkreis Saalfeld-Rudolstadt, Saale-Orla-Kreis  |
| 2017–2021 | 195 Saalfeld-Rudolstadt – Saale-Holzland-Kreis – Saale-Orla-Kreis | Landkreis Saalfeld-Rudolstadt, Saale-Holzland-Kreis, Saale-Orla-Kreis |
| 2025–     | 194 Saalfeld-Rudolstadt – Saale-Holzland-Kreis – Saale-Orla-Kreis | Landkreis Saalfeld-Rudolstadt, Saale-Holzland-Kreis, Saale-Orla-Kreis |

## Wahlkreisabgeordnete
| Wahl | Abgeordneter | Abgeordneter     | Partei | Stimmen in % |
| ---- | ------------ | ---------------- | ------ | ------------ |
| 2002 |              | Christine Lehder | SPD    | 41,6         |
| 2005 |              | Gerhard Botz     | SPD    | 30,2         |
| 2009 |              | Carola Stauche   | CDU    | 31,9         |
| 2013 | 41,1         | Carola Stauche   | CDU    |              |
| 2017 |              | Albert Weiler    | CDU    | 30,9         |
| 2021 |              | Michael Kaufmann | AfD    | 29,3         |
| 2025 | 44,5         | Michael Kaufmann | AfD    |              |

## Wahlergebnisse

### Bundestagswahl 2025
| Kandidaten                                            | Kandidaten                    | Parteien/Listen     | Erststimmen | Erststimmen | Zweitstimmen | Zweitstimmen |
| Kandidaten                                            | Kandidaten                    | Parteien/Listen     | Stimmen     | %           | Stimmen      | %            |
| ----------------------------------------------------- | ----------------------------- | ------------------- | ----------- | ----------- | ------------ | ------------ |
|                                                       | Michael Kaufmanngewählt im WK | AfD                 | 76.204      | 44,5        | 73.577       | 42,9         |
|                                                       | Bastian Dohna                 | SPD                 | 14.261      | 8,3         | 12.907       | 7,5          |
|                                                       | Diana Herbstreuth             | CDU                 | 35.224      | 20,6        | 30.756       | 17,9         |
|                                                       | Mandy Eißing                  | Die Linke           | 21.114      | 12,3        | 23.079       | 13,5         |
|                                                       | Manuel Metzner                | FDP                 | 3.835       | 2,2         | 4.811        | 2,8          |
|                                                       | Astrid Matthey                | GRÜNE               | 4.340       | 2,5         | 5.056        | 2,9          |
|                                                       | Franz Gobel                   | FREIE WÄHLER        | 3.941       | 2,3         | 2.824        | 1,6          |
|                                                       | —                             | Volt                | –           | –           | 772          | 0,5          |
|                                                       | —                             | MLPD                | –           | –           | 176          | 0,1          |
|                                                       | —                             | Bündnis Deutschland | –           | –           | 370          | 0,2          |
|                                                       | Jörg Lohse                    | BSW                 | 12.415      | 7,2         | 17.013       | 9,9          |
| Gesamt                                                | Gesamt                        | Gesamt              | 171.334     | 100         | 171.441      | 100          |
|                                                       |                               |                     |             |             |              |              |
| Ungültige Stimmen                                     | Ungültige Stimmen             | Ungültige Stimmen   | 1.268       | 0,7         | 1.161        | 0,7          |
| Wähler                                                | Wähler                        | Wähler              | 172.602     | 81,6        | 172.602      | 81,6         |
| Wahlberechtigte                                       | Wahlberechtigte               | Wahlberechtigte     | 211.519     |             | 211.519      |              |
|                                                       |                               |                     |             |             |              |              |
| Quellen: Die Bundeswahlleiterin, Kandidaten – Stimmen |                               |                     |             |             |              |              |

### Bundestagswahl 2021
| Kandidaten                                            | Kandidaten                    | Parteien/Listen   | Erststimmen | Erststimmen | Zweitstimmen | Zweitstimmen |
| Kandidaten                                            | Kandidaten                    | Parteien/Listen   | Stimmen     | %           | Stimmen      | %            |
| ----------------------------------------------------- | ----------------------------- | ----------------- | ----------- | ----------- | ------------ | ------------ |
|                                                       | Albert Weiler                 | CDU               | 34.489      | 21,0        | 27.008       | 16,4         |
|                                                       | Michael Kaufmanngewählt im WK | AfD               | 48.177      | 29,3        | 46.381       | 28,2         |
|                                                       | Frank Tempel                  | DIE LINKE         | 19.968      | 12,1        | 18.489       | 11,2         |
|                                                       | Cordelius Ilgmann             | SPD               | 30.791      | 18,7        | 35.019       | 21,3         |
|                                                       | Reginald Hanke                | FDP               | 12.343      | 7,5         | 15.428       | 9,4          |
|                                                       | Susanne Martin                | GRÜNE             | 6.292       | 3,8         | 7.383        | 4,5          |
|                                                       | Torsten Heilmann              | FREIE WÄHLER      | 5.143       | 3,1         | 4.079        | 2,5          |
|                                                       | Gerry Fiedler                 | Die PARTEI        | 3.526       | 2,1         | 2.283        | 1,4          |
|                                                       | –                             | NPD               | –           | –           | 547          | 0,3          |
|                                                       | Michael Gehrmann-Gacasa       | ÖDP               | 451         | 0,3         | 293          | 0,2          |
|                                                       | –                             | PIRATEN           | –           | –           | 645          | 0,4          |
|                                                       | –                             | V-Partei³         | –           | –           | 145          | 0,1          |
|                                                       | Janine Walter-Rupprecht       | MLPD              | 462         | 0,3         | 338          | 0,2          |
|                                                       | Saskia Graupe                 | dieBasis          | 2.852       | 1,7         | 2.668        | 1,6          |
|                                                       | –                             | MENSCHLICHE WELT  | –           | –           | 493          | 0,3          |
|                                                       | –                             | Die Humanisten    | –           | –           | 152          | 0,1          |
|                                                       | –                             | Tierschutzpartei  | –           | –           | 2.510        | 1,5          |
|                                                       | –                             | Team Todenhöfer   | –           | –           | 374          | 0,2          |
|                                                       | –                             | Volt              | –           | –           | 388          | 0,2          |
| Gesamt                                                | Gesamt                        | Gesamt            | 164.494     | 100         | 164.623      | 100          |
|                                                       |                               |                   |             |             |              |              |
| Ungültige Stimmen                                     | Ungültige Stimmen             | Ungültige Stimmen | 2.037       | 1,2         | 1.908        | 1,1          |
| Wähler                                                | Wähler                        | Wähler            | 166.531     | 75,9        | 166.531      | 75,9         |
| Wahlberechtigte                                       | Wahlberechtigte               | Wahlberechtigte   | 219.437     |             | 219.437      |              |
|                                                       |                               |                   |             |             |              |              |
| Quellen: Die Bundeswahlleiterin, Kandidaten – Stimmen |                               |                   |             |             |              |              |

### Bundestagswahl 2017
| Direktkandidat           | Partei          | Erststimmen in % | Zweitstimmen in % |
| ------------------------ | --------------- | ---------------- | ----------------- |
| Albert Weiler            | CDU             | 30,9             | 28,1              |
| Michael Kaufmann         | AfD             | 26,5             | 25,8              |
| Ralf Kalich              | Die Linke       | 17,1             | 16,6              |
| Alexander Meinhardt-Heib | SPD             | 11,7             | 12,0              |
| Reginald Hanke           | FDP             | 6,1              | 7,8               |
| Stephanie Erben          | GRÜNE           | 3,4              | 3,0               |
| Jens Streubel            | FW              | 3,4              | 1,9               |
| Wilfried Meißner         | Anti-Korruption | 0,5              | –                 |
| Günter Metzler           | Gerecht         | 0,5              | –                 |

### Bundestagswahl 2013
| Direktkandidat      | Partei      | Erststimmen in % | Zweitstimmen in % |
| ------------------- | ----------- | ---------------- | ----------------- |
| Carola Stauche      | CDU         | 41,1             | 37,9              |
| Knut Korschewsky    | DIE LINKE   | 26,4             | 24,8              |
| Christoph Majewski  | SPD         | 19,8             | 15,9              |
| Alf-Heinz Borchardt | FDP         | 2,3              | 2,5               |
| Stephanie Erben     | GRÜNE       | 3,9              | 3,8               |
| Uwe Bäz-Dölle       | NPD         | 5,2              | 3,7               |
| –                   | PIRATEN     | –                | 2,2               |
| –                   | ÖDP/Familie | –                | 0,6               |

### Bundestagswahl 2009
| Direktkandidat       | Partei                | Erststimmen in % | Zweitstimmen in % |
| -------------------- | --------------------- | ---------------- | ----------------- |
| Carola Stauche       | CDU                   | 31,9             | 30,4              |
| Norbert Schneider    | Die Linke             | 31,2             | 30,9              |
| Anette Feike         | SPD                   | 19,0             | 17,0              |
| Volker Weber         | FDP                   | 8,5              | 9,8               |
| Patrick Trautsch     | NPD                   | 4,5              | 4,1               |
| Filip Heinlein       | Bündnis 90/Die Grünen | 3,9              | 4,5               |
| –                    | PIRATEN               | –                | 2,3               |
| Arthur Wolfram Krauß | Einzelbewerber        | 0,6              | –                 |
| –                    | REP                   | –                | 0,4               |
| –                    | ödp                   | –                | 0,4               |
| Andreas Eifler       | MLPD                  | 0,4              | 0,3               |

Der Vorsprung von Carola Stauche, die zum ersten Mal für den Bundestag kandidierte, betrug nur rund 900 Stimmen vor Norbert Schneider. Bei den Zweitstimmen konnte die Linke den Wahlkreis mit einem ähnlich knappen Ergebnis gewinnen.

### Bundestagswahl 2005
| Direktkandidat            | Partei                | Erststimmen in % | Zweitstimmen in % | Bundestagswahl 2002 Zweitstimmen in % |
| ------------------------- | --------------------- | ---------------- | ----------------- | ------------------------------------- |
| Gerhard Botz              | SPD                   | 30,2             | 29,4              | 40,1                                  |
| Roland Hahnemann          | Die Linke.            | 26,0             | 27,8              | 17,7                                  |
| Falk Eichhorn             | CDU                   | 26,4             | 24,9              | 29,8                                  |
| Volker Weber              | FDP                   | 5,0              | 7,5               | 5,5                                   |
| Uwe Bäz-Dölle             | NPD                   | 4,8              | 4,6               | 1,3                                   |
| Ulrike Lieberknecht       | Bündnis 90/Die Grünen | 2,6              | 3,7               | 3,2                                   |
| –                         | GRAUE                 | –                | 0,9               | 0,3                                   |
| –                         | REP                   | –                | 0,7               | 1,0                                   |
| Andreas Eifler            | MLPD                  | 0,5              | 0,6               | –                                     |
| Andreas Werner Scheffczyk | Einzelbewerber        | 2,6              | –                 | –                                     |
| Hartmut Lothar Stein      | Einzelbewerber        | 0,5              | –                 | –                                     |
| –                         | Offensive D           | –                | –                 | 1,0                                   |